# 蒙泰居阿罗斯
蒙泰居阿罗斯（法語：Montégut-Arros，法語發音：[mɔ̃teɡy aʁɔs]）是法国热尔省的一个市镇，属于米朗德区。

## 地名
该地名“Montégut-Arros”发音为[mɔ̃teɡy aʁɔs]，第二个字母“t”不发音，字母“s”发音，《世界地名翻译大辞典》与《世界地名译名词典》将其误译作“蒙泰居塔罗”。

## 地理
蒙泰居阿罗斯（43°22'36"N, 0°12'43"E）面积15.29 平方千米，位于法国奧克西塔尼大區热尔省，该省份为法国西南部内陆省份，北起顺时针与洛特-加龙省、塔恩-加龙省、上加龙省、上比利牛斯省、大西洋比利牛斯省和朗德省接壤。
与蒙泰居阿罗斯接壤的市镇（或旧市镇、城区）包括：埃斯唐皮尔、弗雷谢德、曼戈、穆穆卢、比戈尔地区拉巴斯唐斯、圣瑟韦德吕斯唐、塞纳克、埃斯唐普、拉吉昂马祖、阿罗斯河畔维勒孔塔勒。
蒙泰居阿罗斯的时区为UTC+01:00、UTC+02:00（夏令时）。

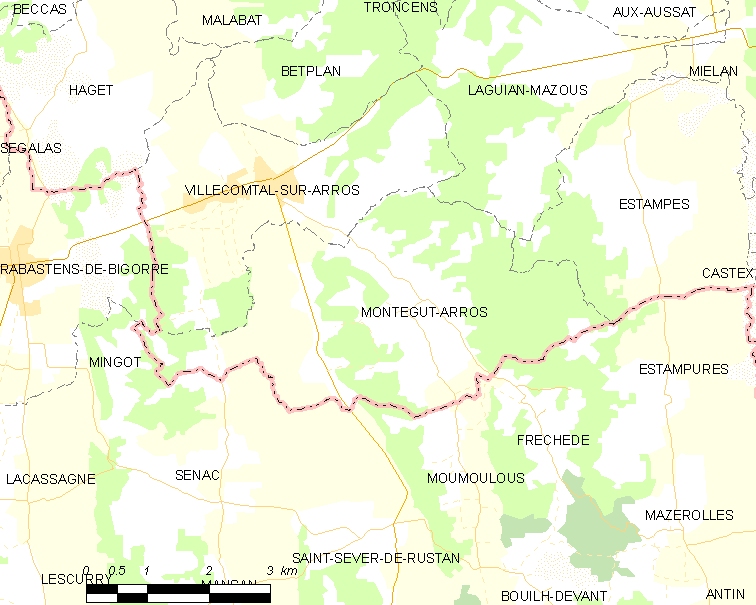
蒙泰居阿罗斯的OSM定位图

## 行政
蒙泰居阿罗斯的邮政编码为32730，INSEE市镇编码为32283。

## 政治
蒙泰居阿罗斯所属的省级选区为米朗德-阿斯塔拉克县。

## 人口

1962-2008年间蒙泰居阿罗斯人口变化图示

蒙泰居阿罗斯于2022年1月1日时的人口数量为279人。